# Блаженство (Пингвина)
„Блаженство“ (на английски: Bliss) е третият епизод на американския криминален драматичен сериал „Пингвина“, който е разклонение на игралния филм от 2022 г. „Батман“. Епизодът е написан от Ноел Валдивия и е режисиран от изпълнителния продуцент Крег Зобел. Премиерата на епизода е на 6 октомври 2024 г. по Ейч Би О в Съединените щати, като в същия ден е достъпен и в стрийминг платформата „Макс“.
Действащ малко след събитията във филма, сериалът изследва възхода към властта на Озуолд „Оз“ Коб/Пингвина (в ролята Колин Фарел) в престъпния подземен свят на Готъм Сити. Оз се оказва съюзник с млад мъж на име Виктор (Рензи Фелиз), като същевременно трябва да се справи с присъствието на София Фалконе (Кристин Милиоти), която търси отговори относно изчезването на брат си.
Епизодът получава много положителни отзиви от критиците, които похвалват ретроспекцията, развитието на героите и представянето на Виктор.

## Сюжет
В ретроспекция Виктор е в апартамента на семейството си, преди да отиде да се види с приятели, въпреки неодобрението на баща си, че един от братовчедите на приятел на Виктор е известен дилър на наркотици. Докато се мотае с приятелката си Грасиела на покрива, Виктор става свидетел на множество експлозии в Готъм Сити, разрушаващи вълнолома. В далечината Виктор вижда наводнението, удрящо дома му, убивайки семейството му.
В днешно време София запознава Оз със своята операция за наркотици, нов продукт, който е използван върху нея и другите затворници в „Аркам“, като Оз го нарича „Блаженство“. За да построят нова оперативна база, Оз ги кара да се срещнат с Линк Цай, член на Триадите. Междувременно Виктор е посетен от Грасиела и научава, че тя заминава за Калифорния, за да започне отначало. Виктор разкрива, че работи за Оз, и Грасиела настоява да тръгне с нея. Изкушен, той ѝ дава дял от заплатата си от 1000 долара и ѝ казва да купи автобусни билети и за двамата.
Междувременно в Китайския квартал Линк недоволства заради Оз за неплатен дълг и приема да уреди среща с лидера на Триадите Фън Джао само ако получат подкрепата на Джони Вити. Докато чака Оз и София отвън, към Виктор се приближава полицай, който „конфискува“ останалите пари, които Оз му е дал, нещо, за което Оз го поздравява по-късно.
Докато вечеря с Оз, Виктор разказва за семейството си, особено за това, че баща му е работил като механик, вместо да стане готвач, и как никога не е искал по-добър живот; докато Оз вдига тост в негова чест, той съветва Виктор да се стреми към по-добро, тъй като светът е несправедлив за честните хора. По-късно той и София хващат Джони Вити в хотелска стая да прави секс със съпругата на Лука Фалконе, принуждавайки го да подкрепи плана им и да се обади на Фън Джао в знак на доверие. Те се срещат в нощен клуб и докато Джао е заинтригуван, той вярва, че рискът надвишава ползите, цитирайки престоя на София в „Аркам“. София го убеждава да ѝ даде шанс, посочвайки, че гражданите на Готъм ще се втурнат да използват наркотика като бягство след това, което Гатанката е направил с града, но разстроена, тя напуска срещата и кара Оз да осигури партньорството на Триадите. Докато Виктор се опитва да танцува с момиче в нощния клуб, светлините предизвикват спомените му от нощта на експлозията на вълнолома, което го кара да получи паническа атака.
Оз е възхитен от новото партньорство, но се разстройва, когато открива, че Виктор иска да напусне, за да избяга с Грасиела. Чувствайки се обиден, че Виктор смята, че е принуден да работи за него, унил го пуска. Виктор открадва колата на Оз и кара до автогарата, за да се събере отново с Грасиела, но в крайна сметка не тръгва с нея. Обратно в нощния клуб, Оз и София спорят кой всъщност контролира операцията, като София се позовава на недоверието си към Оз заради затварянето ѝ в „Аркам“, оставяйки несигурно дали тя наистина е Палача, или не. Оз се опитва да поправи отношенията им, като ѝ се кълне във вярност, когато внезапно са нападнати от Надя Марони и нейните хора, които се готвят да екзекутират Оз, след като откриват двуличието му. Виктор се връща точно навреме и убива един от хората на Марони, като го блъска с колата. Оз се качва в колата и потеглят, като той нарежда на Виктор да оставят София.

## Производство

### Развитие
Епизодът е написан от съизпълнителния продуцент Ноел Валдивия и режисиран от изпълнителния продуцент Крег Зобел. Участието на Зобел е потвърдено през октомври 2022 г., когато е обявено, че той ще режисира първия епизод.

### Сценарий
За началната сцена Рензи Фелиз споделя: „Радвам се, че публиката може да види малко от живота на Виктор. Той е добър младеж и е въведен в свят, непознат за него“.

### Заснемане
Ретроспекциите в епизода изобразяват експлозията на вълнолома, видяна в „Батман“. Режисьорът Крейг Зобел е възхитен да покаже „една сцена, за която имам чувството, че не можете да видите много често в история за супергерой“. За сцената екипът проучва наводненията по време на урагана Катрина, както и други наводнения в Германия. Зобел казва, че това е „просто да видим какво се е случило, физически, и колко опустошителни могат да бъдат те“.

## В България
Епизодът е излъчен премиерно в България по Ейч Би О на 7 октомври 2024 г., като от същия ден е достъпен и в стрийминг платформата „Макс“, субтитриран на български език.